# Рипстоп

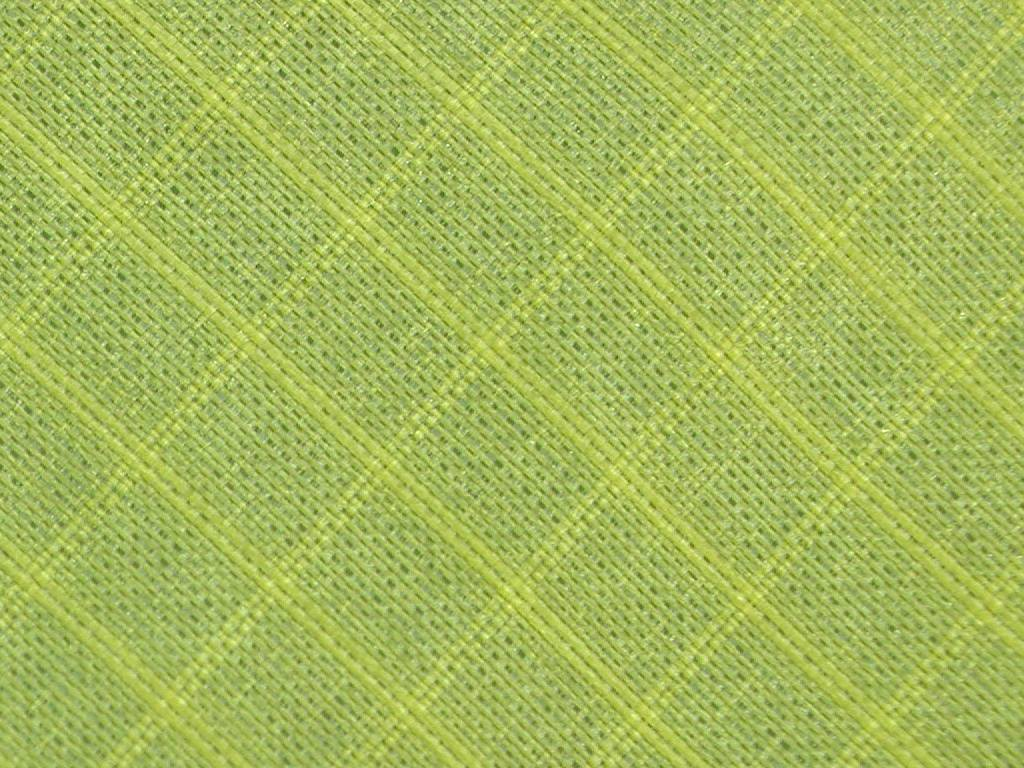
Ткань рипстоп, используемая в параплане

Рипсто́п (от англ. ripstop: rip — рваться, stop — прекращение) — тип ткани комбинированного переплетения, в структуре которого использована упрочнённая армированная нить. Армированная нить, как правило, изготавливается из полиэстера или нейлона. Основная пряжа может быть любого состава, толщины и плотности. В структуру ткани крест-накрест вводятся равноотстоящие друг от друга нити усиления. Интервалы между нитями составляют от 5 до 8 мм. В первых тканях подобного типа нити усиления весьма заметны, они делают изначально тонкую ткань довольно объёмистой. В более современных образцах такое усиление видно меньше.
Преимущества рипстоп: повышенная прочность на раздир, при сохранении веса и плотности ткани - за счёт упрочняющих нитей мелкие порезы и дырки не могут свободно разойтись на такой ткани. Рипстоп производится с различными характеристиками текстуры, веса, водонепроницаемости, водостойкости, огнеупорности, пористости (пропускаемости воздуха или воды). Текстура варьируется от мягкой и шёлкообразной до грубой и жёсткой — такая ткань при смятии издаёт звук мнущейся бумаги.
Для изготовления ткани рипстоп могут быть использованы различные материалы, в том числе хлопок, шёлк, полиэстер, полипропилен, где нейлон присутствует исключительно в составе нитей усиления.

## Применение
Лёгкие прочные ткани рипстоп часто применяются в следующих областях:
- Специальная одежда
- Военная форма
- Туристское снаряжение: рюкзаки, палатки, спальные мешки,ламзаки
- Сумки
- Паруса
- Аэростаты
- Воздушные змеи
- Парашюты
- Ламбрекены
- Флаги, стяги

Рипстоп имеет множество других применений, где требуются прочность и облегчённость материала. Техника рипстоп может быть также использована в более тяжёлых тканях, которые требуют большой долговечности, например, в производстве боевого обмундирования, защитной одежды для пожарных, спортивной одежды, рюкзаков, дорожных сумок и т. д. Возможно использовать ткань рипстоп с клеевым покрытием для починки дырок и порезов в других тканях.
Существует эластичный рипстоп, применяющийся в парашютах катапультируемых кресел. При раскрытии такого парашюта на большой скорости материал купола растягивается под напором воздуха, пропуская воздух через себя, а при снижении скорости стягивается, начиная работать как обычный парашют. Это позволяет растянуть время торможения и снизить вероятность травмы пилота.

## Разновидности
- Баллистический нейлон
- Нейлон рипстоп
- Полиэстер рипстоп